# Grenoble École de Management
Grenoble École de Management (GEM) je europska poslovna škola s razvedenim kampusom smještenim u Grenobleu, Francuska. Osnovana 1984. godine.
GEM je Financial Times 2015. rangirao na 20. mjesto među europskim poslovnim školama. U 2015., GEM-ov program menadžmenta Financial Times je ocijenio 20. u svijetu. Također zauzima 94. mjesto na globalnoj ljestvici sa svojim MBA programom.
Svi programi imaju trostruku akreditaciju međunarodnih udruga AMBA, EQUIS, i AACSB. Škola ima istaknute apsolvente u poslovnom svijetu i u politici.

## Vanjske poveznice
- Službena stranica